# 15118 Elizabethsears
15118 Elizabethsears è un asteroide della fascia principale. Scoperto nel 2000, presenta un'orbita caratterizzata da un semiasse maggiore pari a 2,3803093 UA e da un'eccentricità di 0,0993007, inclinata di 3,35789° rispetto all'eclittica.